# I. Frigyes porosz király
I. (III.) Frigyes, ném.: Friedrich I. (Königsberg, 1657. július 11. – Berlin, 1713. február 25.) 1688-tól Brandenburg választófejedelme 1701-től az első „király Poroszországban” – Poroszország csak 1713 után lett királyság – a Hohenzollern-ház tagja. Gúnyneve ferde gerince miatt der Schiefe Fritz („ferde Fritz”) volt.

## Uralkodása
1674. december 7-én, bátyjának, Károly Emilnek (Karl Emil) halála után Frigyes megkapta a választófejedelmi hercegi (Kurprinz) címet.
1688-ban, fiának születési évében meghalt édesapja, így III. Frigyes került a választófejedelmi székbe (Kurfürst). Kezdetben messzemenően Eberhard von Danckelmann, valamint Johann Kasimir Kolbe miniszterekre támaszkodott a kormányzásban. Frigyes 1688-ban támogatta Orániai Vilmost angliai partraszállásában. 1688 és 1697 között, a pfalzi örökösödési háborúban a Franciaország ellen harcoló Nagy Szövetséget támogatta.
1697-ben a szász választófejedelem, Erős Ágost lengyel király lett, ezért Frigyes is szerette volna megszerezni a királyi címet. Ehhez I. Lipót császár hozzájárulására lett volna szükség, aki azonban diplomáciai okokból eleinte nem adta meg azt. A porosz hercegség egy része ugyanis a lengyel király felségterülete volt. Végül a spanyol örökösödési háború kitörésekor, amikor a császárnak szüksége volt a porosz haderőre, megszületett a kompromisszumos megoldás. Poroszország nem lett királyság, de Frigyes felvehette a „király Poroszországban” címet, és Lipót azt is kikötötte, hogy saját magát kell megkoronáznia, azaz nem vehet igénybe egyházi közreműködést. A koronázásra 1701. január 18-án Königsbergben került sor, amikor is Frigyes maga helyezte a saját fejére a koronát. 1701. december 30-án Poroszország belépett a Nagy Szövetségbe. A nagyhatalmak végül a háborút lezáró utrechti békében ismerték el a Porosz Királyságot. Ezzel létrejött az első német protestáns királyság.

### Országépítő tevékenysége
1689 és 1690 között kb. 7000 telepes érkezett a Pfalz vidékéről, valamint kb. 1875 Svájcból a Brandenburgi Választófejedelemség területére.
I. Frigyes munkássága kiemelkedő a kultúra területén. 1693-ban egyetemet alapított Halle városában, hatalmas építkezéseket folytatott Berlinben, felesége javaslatára Berlinbe hívatta Leibnizet, akivel együtt megalapította a tudományos és szépművészeti akadémiát.
1699-ben, Frigyes 42. születésnapján készültek el a lietzenburgi kastély, a későbbi Charlottenburg építési munkálatai. A kastély a továbbiakban a király rezidenciájaként működött.
1709-ben Frigyes egyesítette Berlin, Cölln, Friedrichswerder, Dorotheenstadt, valamint Friedrichstadt városait Berlin fejedelmi várossá. (Ezek ma Berlin városrészei.)
Hatalmas kiadásai meghaladták az ország kapacitását, a Frigyes által felhalmozott adósságokat fiának kellett törlesztenie.

## Családja
Frigyes Vilmos brandenburgi választófejedelem és felesége, Lujza Henrietta orániai hercegnő gyermeke.
Első felesége Hessen-Kasseli Erzsébet Henrietta (Elisabeth Henriette von Hessen-Kassel) volt – akitől egy gyermeke született, Luise Dorothea Sophie 1680-ban – akinek 1683-as halála után újraházasodott.
Második házasságából – amit Hannoveri Zsófia Saroltával (Sophie Charlotte von Braunschweig-Hannover) kötött – született 1688. augusztus 15-én, Berlinben Frigyes Vilmos, a későbbi király. Felesége 1705. február 1-jén halt meg.
Frigyes harmadszor is megházasodott, 1706-ban vette feleségül Braunschweig-Hannoveri Zsófia Dorottyát (Sophie-Dorothea von Braunschweig-Hannover).

## Trónkövetés
- Elődje: porosz királyként nincs elődje. Jogelődje I. Frigyes Vilmos (1640-1688)
- Utódja: I. Frigyes Vilmos (1713-1740), a "Katonakirály"

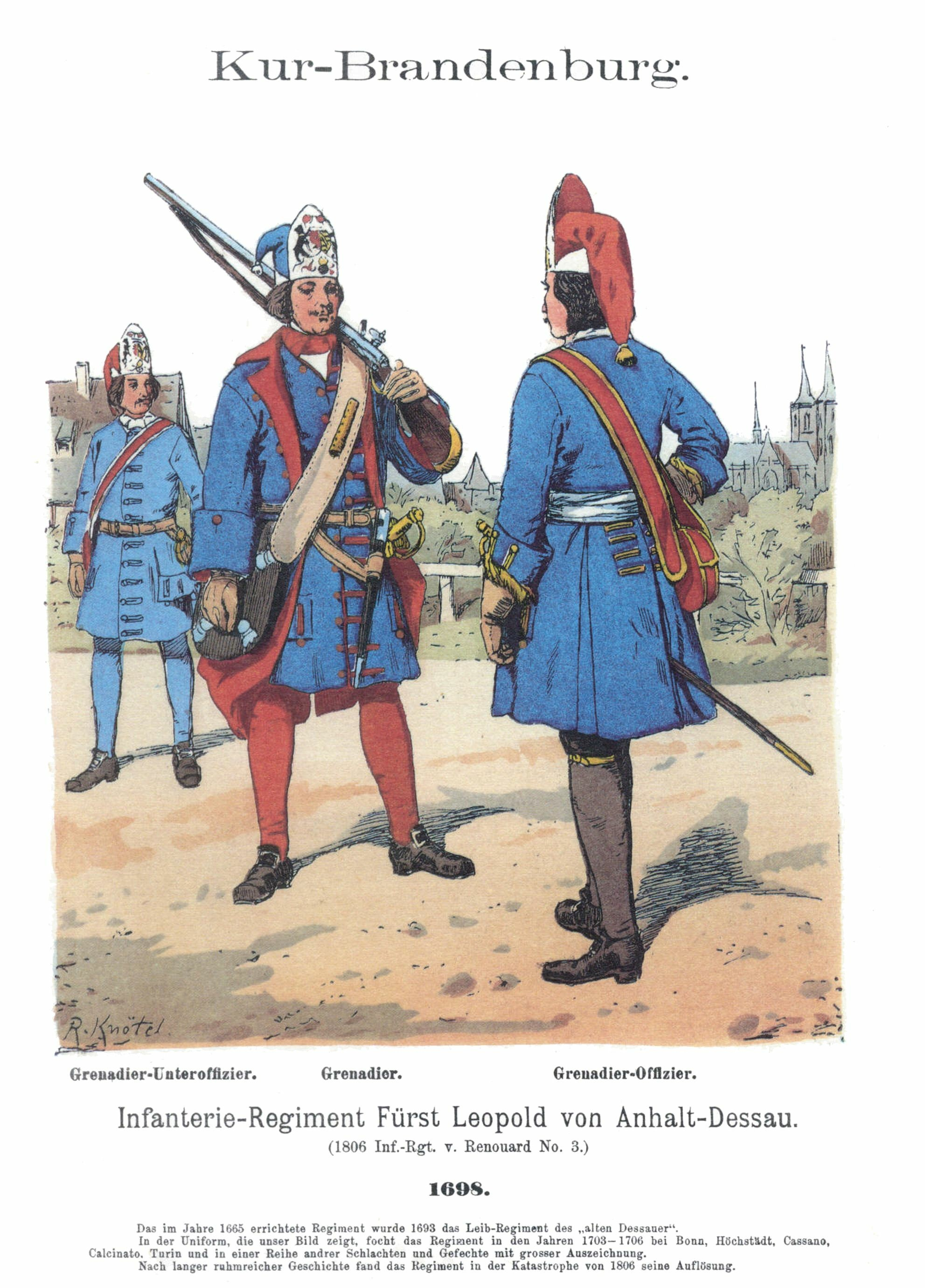
Brandenburgi gránátosok egyenruhái I. Frigyes uralkodása alatt, 1698-ban, a Leopold von Anhalt-Dessau gyalogezredből (Infanterie-Regiment Fürst Leopold von Anhalt-Dessau).